# Turkse volkeren

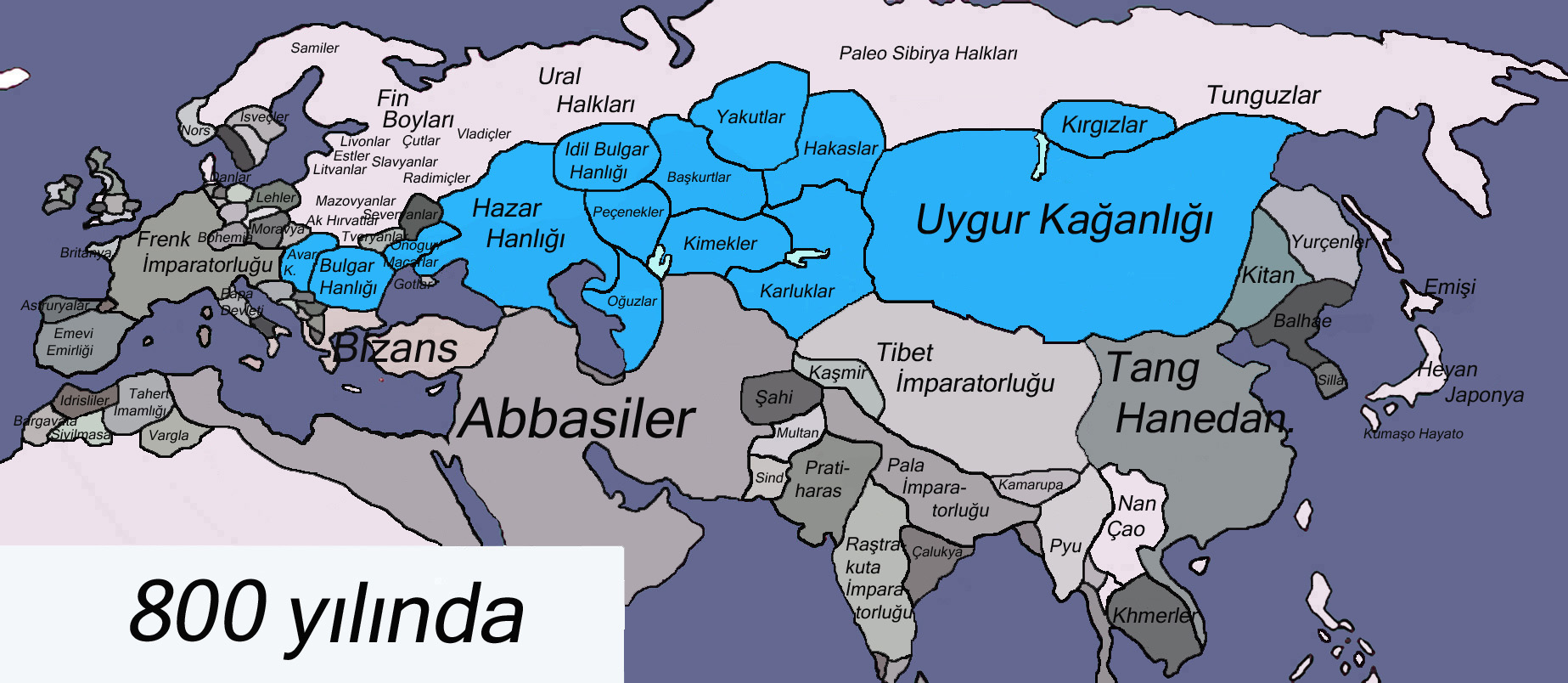
De geopolitieke situatie van de Turkse volkeren in de wereld aan het begin 9e eeuw, enkele eeuwen na de eerste 'Turkse expansie'. De Turkse kanaten op deze kaart bevinden zich in een lijn over de Euraziatische steppe. De volkeren op deze kaart zijn, van west naar oost, aangegeven als: de Avaren (in huidig Hongarije), Bulgaren, Chazaren, Karluken, Kimakken, Kirgiezen en de Oeigoeren

Turkse volkeren of Turkische volkeren is een aanduiding voor volken die Turkse of Turkische talen spreken en binnen Noord- en Centraal-Eurazië, in verschillende gradaties, sommige culturele en historische eigenschappen gemeenschappelijk hebben. De term "Turks" wordt in het Nederlands meestal gebruikt voor de inwoners van de natie Turkije en voor de Turkse etniciteit. In bredere zin wordt er een brede taalkundige karakterisering mee aangeduid, die niet noodzakelijk etnisch hoeft te zijn.
Vanwege de grammaticale overeenkomsten tussen onder andere de Turkse, Mongoolse en Japanse talen worden deze door linguïsten wel beschouwd als behorend tot de Altaïsche taalfamilie, maar deze familie is nog omstreden en de overeenkomsten zouden volgens tegenstanders ook goed te verklaren zijn door intens contact, een zogenaamde Sprachbund. Over de hele wereld zijn ongeveer 200 miljoen mensen die een Turkse taal spreken, geconcentreerd in Europa en Centraal-Azië. De meeste van deze talen zijn onderling redelijk goed verstaanbaar.

## Geografische spreiding
De Turkse volkeren behoren tot de meest wijdverspreide volkeren in de wereld. Vanuit Siberië hebben zij zich in de afgelopen tweeduizend jaar verspreid over een groot deel van Eurazië. Van de Balkan tot midden in China, en van de Laptevzee ten noorden van Siberië tot in Iran en Irak, komen tientallen Turkse volkeren voor. Verreweg de meeste Turken wonen in een van de zeven Turkse republieken: Turkije, Azerbeidzjan, Turkmenistan, Oezbekistan, Kazachstan, Kirgizië en Turks Cyprus; daarnaast wonen nog grote populaties (elk met meer dan 10 miljoen) Turkstaligen in Rusland, China, Iran en de Europese Unie.

## Geschiedenis

### Oorsprong
De oorsprong van de Turkse volkeren ligt volgens de huidige geschiedkundigen waarschijnlijk ten noordoosten van het Altaj-gebergte in het zuiden van Siberië, vlak bij het huidige Mongolië. De Turkse nomadische volkeren leefden in dit gebied samen met andere etnische groepen Altaïsche, Oeraalse en Indo-Europese volkeren. Turkse volkeren maakten waarschijnlijk een belangrijk deel uit van alle vroege Centraal- en Noord-Aziatische nomadische multi-etnische confederaties zoals de Xiongnu en de Hunnen.

### Migraties

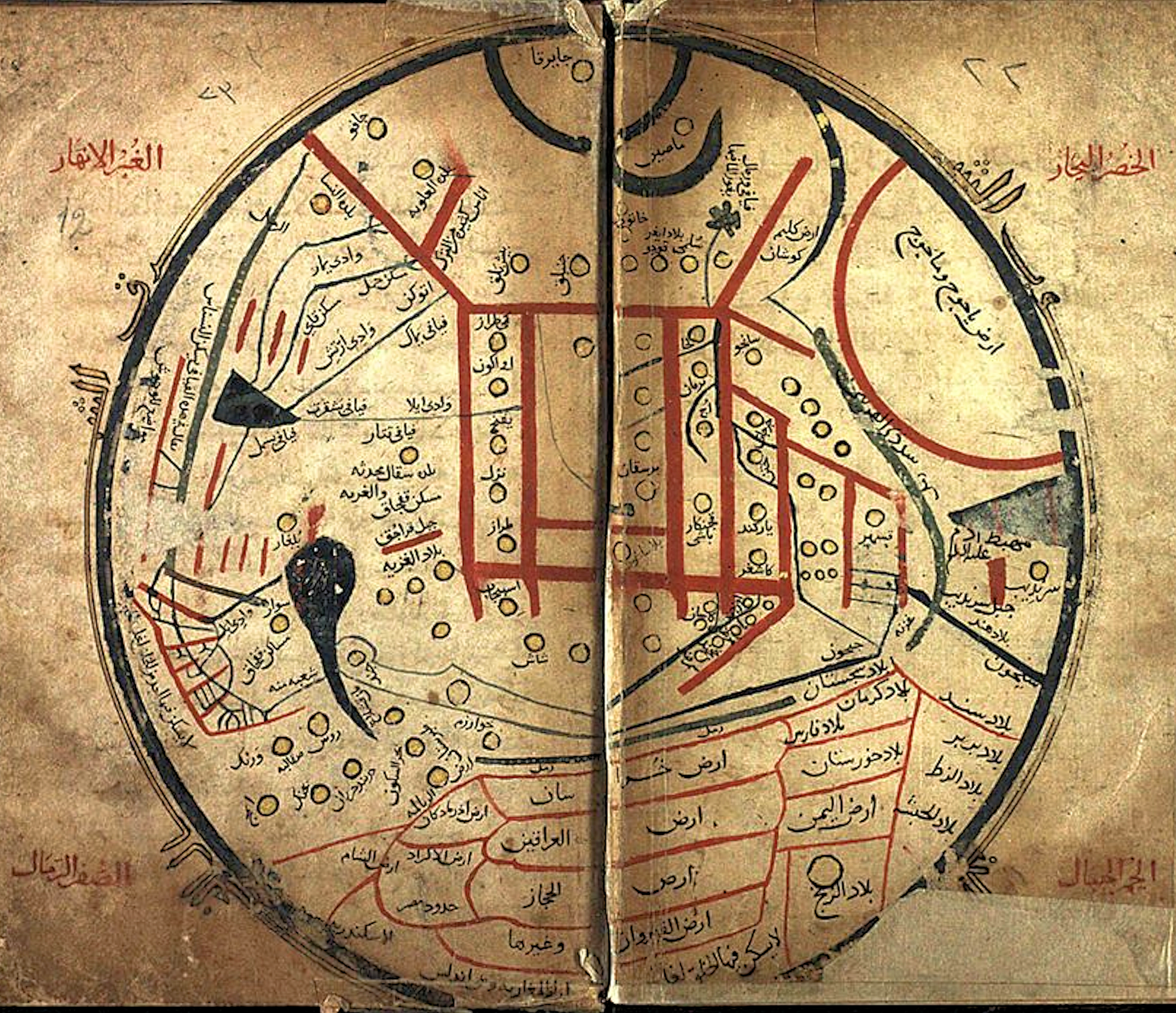
Kaart van Mahmud al-Kashgari (11e eeuw), waarop de verspreiding van de verschillende Turkse stammen is weergegeven

In meerdere migratiegolven verspreidden de Turkse volkeren zich over Eurazië. Te paard konden de Turkse nomaden in korte tijd grote afstanden afleggen over de vlakke steppen. Ook hun militaire tactieken en diplomatie versnelden hun verspreiding. Met de komst van de Hunnen naar Europa in de 5e eeuw vestigden zich ook voor het eerst permanent Turkse volkeren zoals de Avaren, Proto-Bulgaren (прабългари) en Chazaren in Europa.
Gelijktijdig begonnen Turkse volkeren zich vanuit Siberië ook naar het zuiden te verplaatsen, waar zij onder de Oeigoeren verschillende rijken stichtten in het huidige westen van China en in Centraal-Azië. Toen in de 9e eeuw nog meer Turkse stammen naar Centraal-Azië kwamen, voornamelijk de Kirgiezen, trokken de stammen die in Centraal-Azië woonden, de Oğuzen en Kipchaken, verder naar het westen.
Aan het eind van de 10e eeuw waren grote groepen Turkse soldaten in dienst van Arabische en Perzische islamitische legers. Dit is de periode waarin voor het eerst grote delen van de Turken zich bekeerden tot de islam. Al gauw wierpen zij echter hun meesters omver en stichtten verscheidene dynastieën waarvan de meest belangrijke de Seltsjoeken en de Mammelukken waren. Uit deze dynastieën zou later het Ottomaanse Rijk ontstaan.

### Dzjengis Khan
De belangrijkste migratiegolf in de Turkse geschiedenis is misschien wel die van het Mongoolse rijk van Dzjengis Khan. Turkse volkeren maakten een belangrijk deel uit van dit rijk; zo vormden de Oeigoeren de ambtenarij, omdat zij in hun eigen rijk succesvolle wetgeving en een eigen schrift hadden ingevoerd. Het Oeigoerse schrift werd vrijwel letterlijk overgenomen voor het Mongools, en is later ook door de Mantsjoe gebruikt, waardoor het tegenwoordig nog terug te vinden is op Chinees geld en in de Verboden Stad. Hoewel de legers van Dzjengis Khan veel Turkse dynastieën in Centraal-Azië en het Midden-Oosten ten val brachten, konden de Turkse volkeren de macht weer snel toe-eigenen omdat het merendeel van de soldaten van Dzjengis Khan Turkse talen sprak. Turkse dynastieën die ontstonden uit het Mongoolse rijk waren onder andere de Timoeriden en de Gouden Horde.

### Het Ottomaanse Rijk
Na de val van het Mongoolse Il-khanaat in Anatolië en Perzië kwamen enkele Turkse clans op, waarvan de Ottomanen het sterkst bleken. Zij veroverden in snel tempo grote delen van Anatolië, de Balkan, de Kaukasus, het Midden-Oosten en Noord-Afrika. Hiermee verenigden ze de verschillende Turkse volkeren die enkele honderden jaren in de Balkan en Oost-Europa woonden met de Turkse volkeren die nog niet zo lang in Anatolië en het Midden-Oosten woonden. Tijdens de val van het Ottomaanse rijk vluchtten veel Turken uit de Balkan, de Krim en de Kaukasus naar Anatolië, maar men vindt hier nog steeds kleine groepen Turkstaligen.
In het Midden-Oosten hebben de volgende landen aanzienlijke minderheden Turkmenen (mensen die van Turkse volkeren afstammen), veelal afstammelingen van emigranten tijdens de Ottomaanse periode:
- Iran: 18 miljoen : de Turkmenen en Azeri van Iran wonen met name in het noordwesten, noorden en zuiden van Iran.
- Irak: 3 miljoen: de Turkmenen van Irak wonen met name in het noorden van Irak. Kirkoek is een stad waar een grote minderheid Turkmenen wonen naast de Koerden en Arabieren.[1][2][3][4][5][6][7]
- Syrië: 1,5 miljoen : de Syrische Turkmenen wonen met name in de steden Latakia, Aleppo, Homs en Hama in de Golanhoogvlakte. De Syrische Turkmenen bevinden zich in een moeilijke situatie: salafisten/wahabisten, de Syrische regering en Syrische koerden strijden tegen hen. Turkije leverde aan het begin van de Syrische Burgeroorlog humanitaire hulp aan de Turkmenen maar bezette in 2016 het noorden van Syrië, waar ook Turkmenen wonen.[8][9][10]

### Arbeidsmigratie
In de jaren 60 tot '80 van de 20e eeuw komen grote groepen Turken naar West-Europa als gastarbeider. Hieruit is in vooral Duitsland een grote Turkse bevolkingsgroep ontstaan, maar ook in Nederland, België, Oostenrijk, Zwitserland, Frankrijk en Groot-Brittannië vindt men veel Turkstaligen.

### Geopolitiek
Na het uiteenvallen van de Sovjet-Unie werden meerdere Turkstalige republieken onafhankelijk en werd er contact gezocht met elkaar. In 2009 werd in Nachitsjevan de Organisatie van Turkse Staten opgericht.

## Cultuur

### Taal
De talen vormen de belangrijkste en grootste overeenkomst tussen alle verschillende Turkse volkeren. De Turkse talen liggen zo dicht bij elkaar dat linguïsten ze niet als verschillende talen beschouwen, maar als dialecten. Dat de Turkse talen zo veel op elkaar lijken, hoewel geografisch gezien zo enorm wijdverspreid, op allerlei plekken onderbroken door honderden kilometers onherbergzaam terrein, en vaak al voor honderden jaren zonder onderling contact, is te danken aan de grote invloed van de grammatica in agglutinerende talen. In die zin is het vergelijkbaar met andere Altaïsche talen.

### Schriftsysteem
De Turkse talen worden in verschillende schriftsystemen geschreven, voornamelijk het Latijns alfabet, maar ook in het Arabisch schrift en het cyrillisch alfabet. De oudste bekende Turkse geschriften zijn de Orchoninscripties uit de vroege 8e eeuw. In 1993 is er een soort Turkse taalunie opgericht, TÜRKSOY, waar alle onafhankelijke Turkse staten, de Moldavische autonome regio Gagaoezië en enkele deelrepublieken van Rusland lid van zijn geworden. TÜRKSOY tracht de Turkse volkeren naar elkaar toe te brengen met één enkel schrift en houdt zich naast taal ook bezig met cultuur en politiek.

### Religie
Het traditionele geloof van de Turkse volkeren is het Tengriisme. Dit monotheïstische geloof, dat ook beleden werd door andere Euraziatische volkeren zoals de Hongaren en Mongolen, verbeeldt de Blauwe hemel (Gok in het anatolisch-Turks, Kok in het Mongools en centraal aziatisch-Turks) als de god Tanri. Het Tengriisme bevat ook kenmerken van Sjamanisme, Animisme, en het toekennen van krachten aan objecten en natuurlijke elementen.
Omdat de religie monotheïstisch is, gingen de verschillende Turkse volkeren relatief snel over tot andere monotheïstische geloven, zoals het Nestorianisme, Jodendom (Chazaren), Islam, Boeddhisme (Toeva) en het Orthodox Christendom (Gagaoezen, Jakoeten).
Het merendeel van de Turkse volkeren is tegenwoordig moslim.

## Demografie
| Naam               | Aantal      | Vlag                  | Republiek             | Minderheid in |
| ------------------ | ----------- | --------------------- | --------------------- | --- |
| Turken             | 70.000.000  | Vlag van Turkije      | Turkije               | Kosovo Albanië Noord-Macedonië Griekenland Bulgarije Roemenië Servië                                              |
| Azerbeidzjanen     | 31.300.000  | Vlag van Azerbeidzjan | Azerbeidzjan          | Dagestan Iran |
| Oezbeken           | 30.700.000  | Vlag van Oezbekistan  | Oezbekistan           | Afghanistan |
| Kazachen           | 15.193.000  | Vlag van Kazachstan   | Kazachstan            | Bajan-Ölgi Autonome Kazachse Prefectuur Ili Autonoom Kazachs District Barköl Autonoom Kazachs District Mori Altaj |
| Oeigoeren          | 11.900.000  |                       |                       | Xinjiang (Oost-Turkestan)                                                                                         |
| Turkmenen          | 8.000.000   | Vlag van Turkmenistan | Turkmenistan          | Afghanistan |
| Tataren            | 6.200.000   |                       | Tatarije              | Russische Federatie                                                                                               |
| Kirgiezen          | 6.000.000   | Vlag van Kirgizië     | Kirgizië              | Autonome Kirgizische Prefectuur Kizilsu                                                                           |
| Iraakse Turkmenen  | 3.000.000   |                       |                       | Irak |
| Syrische Turkmenen | > 1.500.000 |                       |                       | Syrië |
| Basjkieren         | 1.700.000   |                       | Basjkirië             | Russische Federatie                                                                                               |
| Tsjoevasjen        | 1.500.000   |                       | Tsjoevasjië           | Russische Federatie                                                                                               |
| Khorasan Turken    | 1.000.000   |                       |                       | Iran |
| Qashqai            | 949.000     |                       |                       | Iran |
| Karakalpakken      | 796.000     |                       | Karakalpakië          | Oezbekistan |
| Koemukken          | 520.000     |                       |                       | Dagestan |
| Jakoeten           | 500.000     |                       | Jakoetië              | Russische Federatie                                                                                               |
| Krim-Tataren       | < 500.000   |                       | Krim                  | Betwist tussen Rusland en Oekraïne                                                                                |
| Karatsjajers       | 346.000     |                       | Karatsjaj-Tsjerkessië | Russische Federatie                                                                                               |
| Toevanen           | 273.000     |                       | Toeva                 | Russische Federatie                                                                                               |
| Turks-Cyprioten    | ~ 150.000   | Vlag van Noord-Cyprus | Noord-Cyprus          | |
| Gagaoezen          | 126.000     |                       | Gagaoezië             | Moldavië |
| Balkaren           | 112.000     |                       | Kabardië-Balkarië     | Russische Federatie                                                                                               |
| Nogai              | 110.000     |                       |                       | Dagestan |
| Salar              | 104.000     |                       |                       | Gansu |
| Chakassen          | 75.000      |                       | Chakassië             | Russische Federatie                                                                                               |
| Altaj              | 70.000      |                       | Altaj                 | Russische Federatie                                                                                               |
| Äynu               | 60.000      |                       |                       | China |
| Khalaj             | 42.000      |                       |                       | Iran |
| Joegoeren          | 42.000      |                       |                       | Volksrepubliek China                                                                                              |
| Lipka-Tataren      | 13.000      |                       |                       | Litouwen Polen Wit-Rusland                                                                                        |
| Dolganen           | 13.000      |                       |                       | Tajmyrski |
| Khotonen           | 10.000      |                       |                       | Uvs |
| Sjoren             | 8.000       |                       |                       | Russische Federatie                                                                                               |
| Siberische Tataren | 6.000       |                       |                       | Russische Federatie                                                                                               |
| Sojoten            | 3.600       |                       |                       | Russische Federatie                                                                                               |
| Koemandiërs        | 2.900       |                       |                       | Russische Federatie                                                                                               |
| Teleoeten          | 2.700       |                       |                       | Kemerovo |
| Karaïm             | 2.000       |                       |                       | Litouwen |
| Fuyu Kirgiziërs    | 1.400       |                       |                       | Volksrepubliek China                                                                                              |
| Krimtsjakken       | 1.000       |                       |                       | Israël |
| Tofalaren          | 800         |                       |                       | Irkoetsk |
| Tsjoelymen         | 355         |                       |                       | Tomsk |
| Dukha              | 282         |                       |                       | Mongolië |
| Ili Turken         | 177         |                       |                       | Volksrepubliek China                                                                                              |

### Classificering van Turkse volkeren
Sommigen delen de Turkse volkeren op in zes takken; de Oğuz, Kyptsjaken (o.a. Koemanen), Qarluq, Siberisch, Tsjoevasj, en Sacha/Jakoet. Een ander classificatiesysteem beschouwt de Oguz als "Westelijke Turken", de Kyptsjaken als "Noordelijke Turken" waarbij de andere vier als "Oostelijke Turken" worden geclassificeerd.
Een van de grootste moeilijkheden die worden ondervonden door degenen die pogen om de verschillende Turkse talen en dialecten te classificeren, is de invloed van de Sovjetperiode door het stalinistische nationaliteitenbeleid: nieuwe nationalistische grenzen werden getrokken, talen en alfabetten onderdrukt (vervangen door Turkse vormen van het cyrillisch alfabet) en massadeportaties (door Stalin halverwege de Tweede Wereldoorlog). Dit had een grote impact op de etnische mix binnen daarvoor multiculturele gebieden zoals Khorasan (Chwarezmië)/Xiva, de Vallei van Fergana (die bestaat uit vele enclaves) en Kaukasië. Classificaties zoals hierboven vermeld, worden daarom in geen geval universeel geaccepteerd, noch in detail noch in het algemeen. Een ander aspect waar veel over wordt gediscussieerd, is de invloed van panturkisme en het opkomende nationalisme op de percepties met betrekking tot etnische onderscheiding binnen de Centraal-Aziatische republieken, die ontstonden na het uiteenvallen van de Sovjet-Unie.

## Galerij

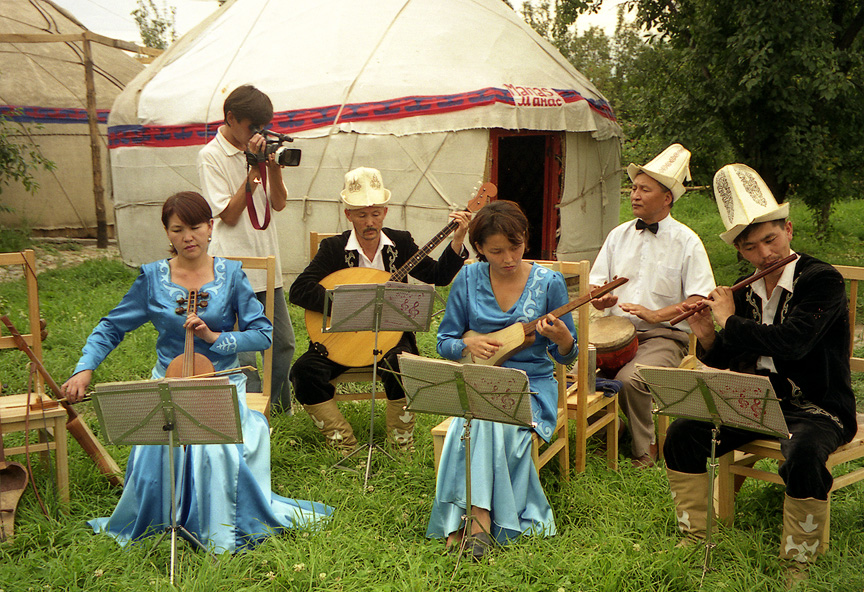
Kirgizische muzikanten in Karakol, Kirgizië
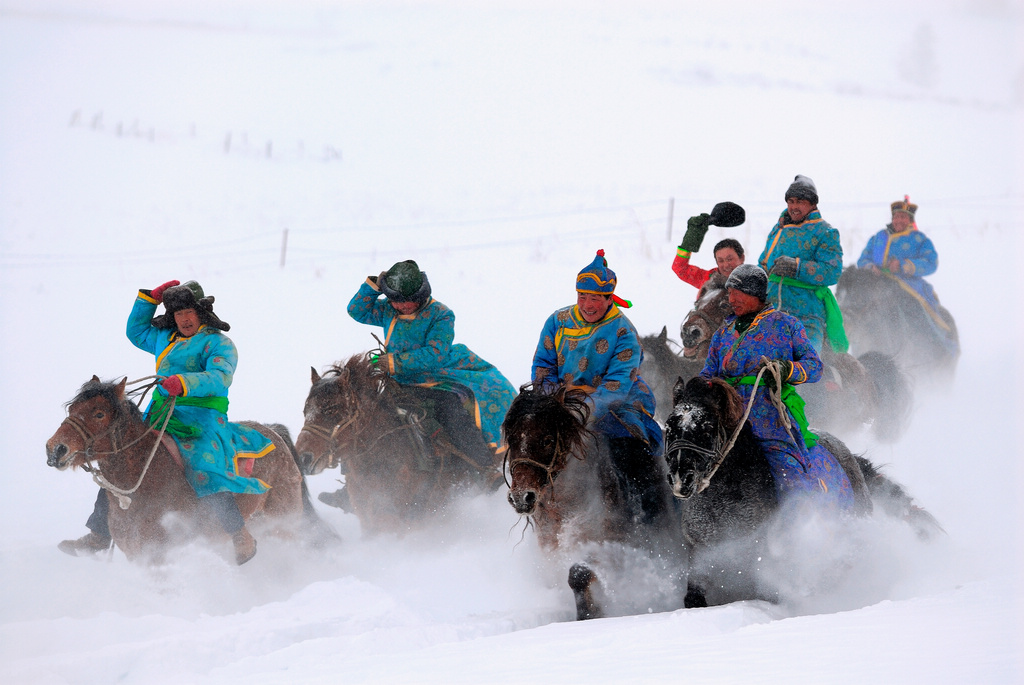
Toevanische ruiters in de Russische deelrepubliek Toeva
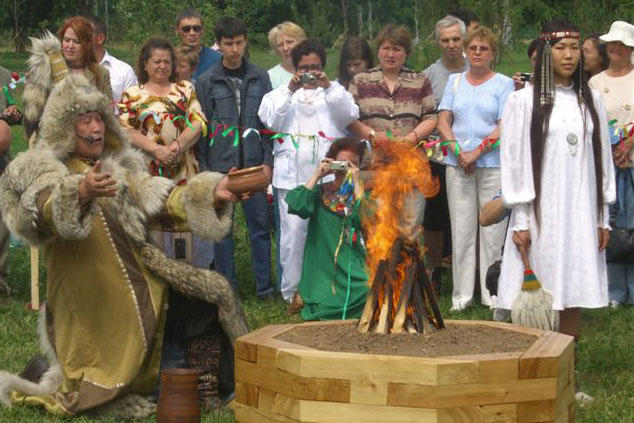
Sakha(Jakoets) in Jakoetië, Rusland
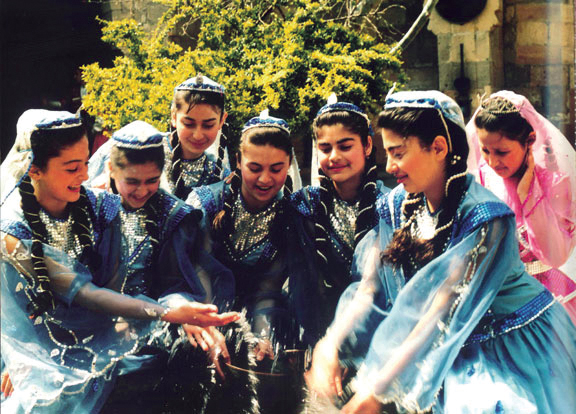
Azerbeidzjaanse volksdansers, Azerbeidzjan
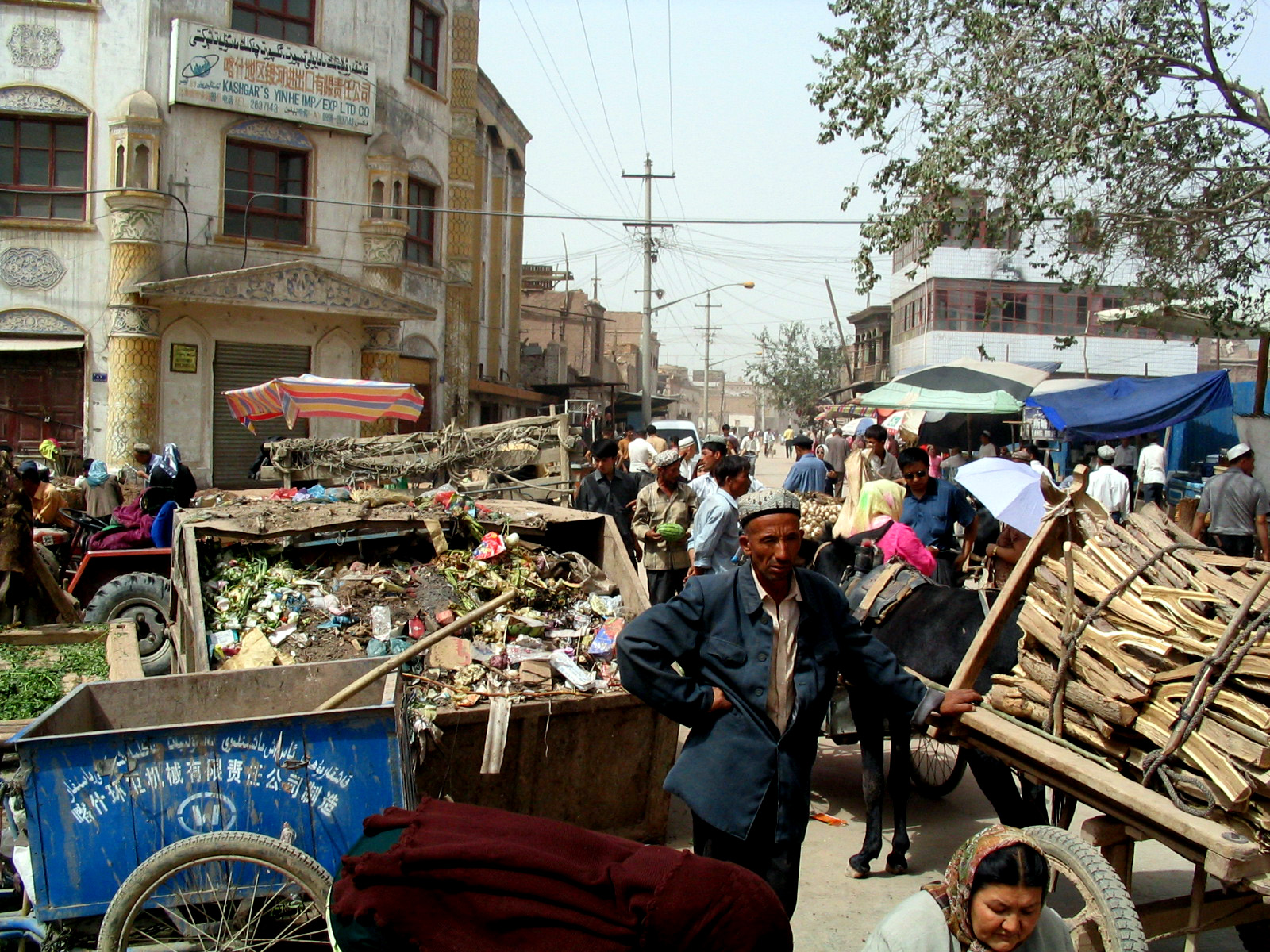
Oeigoeren in Kashgar, China
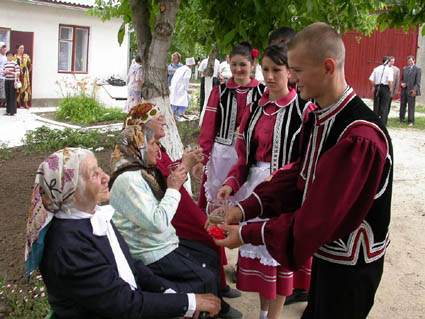
Gagauz in Moldavië
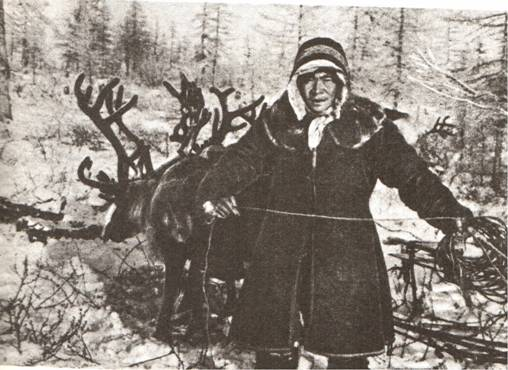
Dolganse rendierhoeder in Jakoetië
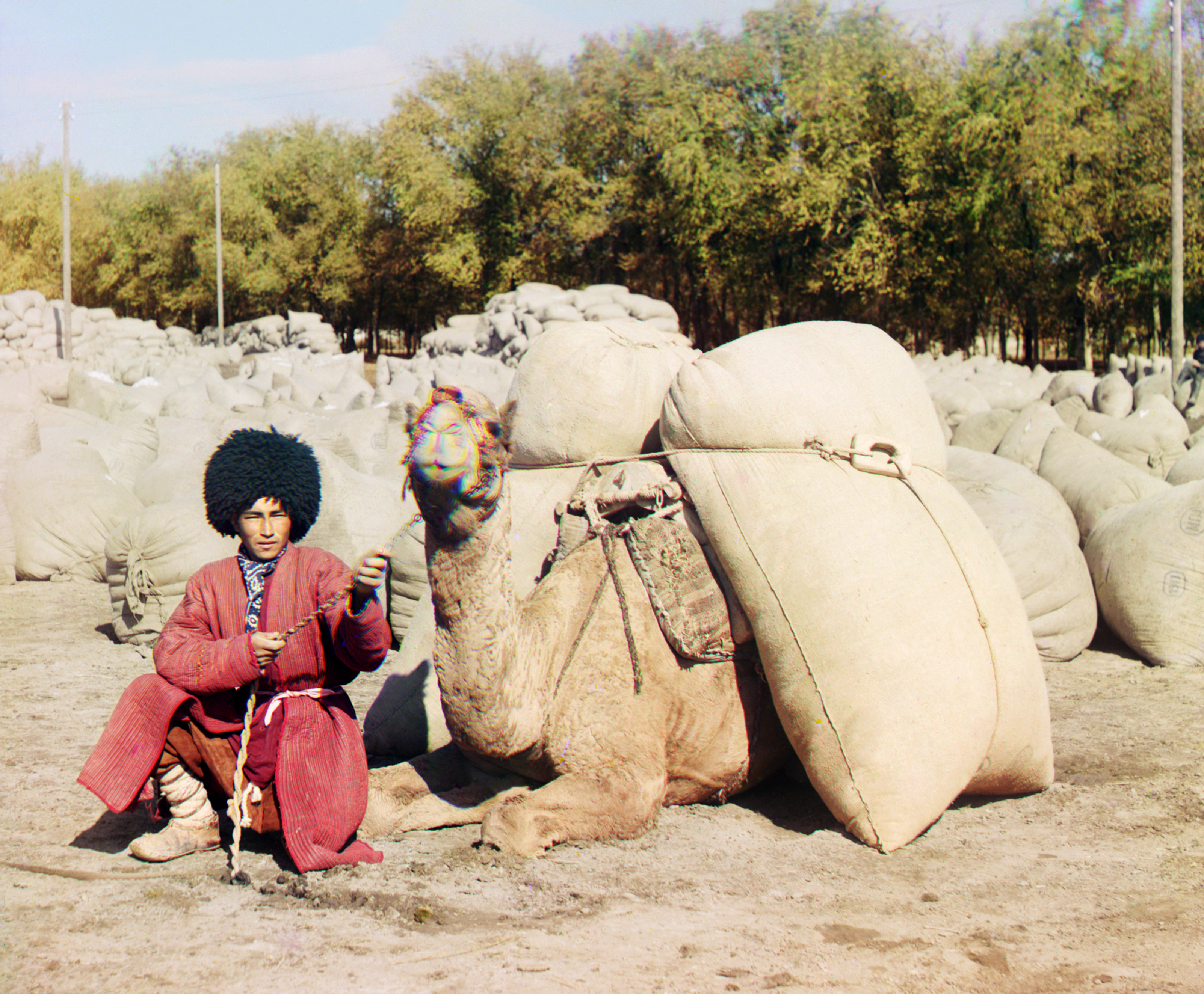
Turkmeen met kameel, Turkmenistan